# Eishockey-Landesliga Bayern
Die Landesliga Bayern wird vom Bayerischen Eissportverband (BEV) organisiert und ist aktuell die fünfthöchste Spielklasse im deutschen Ligasystem. Vor Einführung der Eishockey-Bundesliga war sie die zweithöchste Spielklasse und anschließend bis 1961 drittklassig. Als Unterbau der Landesliga diente die Kreisliga Bayern, bis sie 1991 von der Bayerischen Bezirksliga ersetzt wurde.

## Saison 2024/25

### Teilnehmer
| Gruppe | Verein              | Stadion                              | 2023/24 |
| ------ | ------------------- | ------------------------------------ | ------- |
| A      | ESV Burgau          | Eisstadion Burgau                    | BLL     |
| A      | ERC Sonthofen       | Eissporthalle Sonthofen              | BLL     |
| A      | SC Reichersbeuern   | Hacker-Pschorr-Arena                 | BLL     |
| A      | EV Pfronten         | Eisstadion Pfronten                  | BLL     |
| A      | ERC Lechbruck       | Lechparkstadion Lechbruck            | BLL     |
| A      | SC Forst            | Eissporthalle Peißenberg             | BLL     |
| A      | ERSC Ottobrunn      | Eisstadion Ottobrunn                 | BLL     |
| A      | EV Fürstenfeldbruck | Eisstadion an der Klosterstraße      | BLL     |
| A      | Wanderers Germering | Polariom                             | BLL     |
| A      | EV Ravensburg       | Eissporthalle Ravensburg – CHG Arena | BLL     |
| B      | ESC Haßfurt         | Eissportzentrum Haßfurt              | BLL     |
| B      | EV Pegnitz          | Eisstadion Pegnitz                   | BLL     |
| B      | TSV Trostberg       | Eisstadion Trostberg                 | BLL     |
| B      | ESV Waldkirchen     | Eissporthalle Karoli                 | BLL     |
| B      | EHC Bad Aibling     | Eishalle Bad Aibling                 | BLL     |
| B      | ESC Dorfen          | Dr.-Rudolf-Stadion Dorfen            | BYL     |
| B      | EV Moosburg         | Sparkassen-Arena Moosburg            | BLL     |
| B      | VER Selb 1b         | Netzsch-Arena                        | BLL     |
| B      | EHC Bayreuth 1b     | Städtisches Kunsteisstadion Bayreuth | BLL     |
| B      | EHC Straubing       | Eisstadion am Pulverturm             | BBzL    |

## Saisonübersichten
Archiv

## Meister
- Vor Einführung der Bayernliga waren die Landesligameister von 1949 bis 1968 auch „Bayerischer Meister“.
- Für alle Bayerischen Meister, Vizemeister und Aufsteiger ab 1920 siehe Bayerische Meisterschaften.

### Landesligameister
| Saison | Bayerischer Meister | Liga  |
| ------ | ------------------- | ----- |
| 1949   | EV Tegernsee        | I I   |
| 1950   | EC Bad Tölz         | I I   |
| 1951   | EV Rosenheim        | I I   |
| 1952   | TEV Miesbach        | I I   |
| 1953   | SC Weßling          | I I   |
| 1954   | EV Rosenheim        | I I   |
| 1955   | TEV Miesbach        | I I   |
| 1956   | ESV Kaufbeuren      | I I   |
| 1957   | EV Landshut         | I I   |
| 1958   | SC Ziegelwies       | I I   |
| 1959   | EV Landsberg        | I I I |
| 1960   | ERC Sonthofen       | I I I |
| 1961   | EC Oberstdorf       | I I I |
| 1962   | EV Rosenheim        | I V   |
| 1963   | Münchener EV        | I V   |
| 1964   | Augsburger EV       | I V   |
| 1965   | SV Hohenfurch       | I V   |
| 1966   |                     | I V.  |
| 1967   | SC Reichersbeuern   | I V   |
| 1968   | EV Berchtesgaden    | I V   |

| Saison | Landesliga – Meister | Liga |
| ------ | -------------------- | ---- |
| 1969   | DEC Inzell           | V    |
| 1970   | TSV Peißenberg       | V    |
| 1971   | VER Selb             | V    |
| 1972   | TSV Schliersee ?     | V    |
| 1973   | EV Bad Wörishofen    | V    |
| 1974   | TuS Geretsried       | V    |
| 1975   | EV Pegnitz           | V I  |
| 1976   | Hohenpeißenberg      | V I  |
| 1977   | ETC Höhenkirchen     | V I  |
| 1978   | TSV Hopferau         | V I  |
| 1979   | TSV Marktoberdorf    | V I  |
| 1980   | SC Reichersbeuern    | V I  |
| 1981   | EHC 80 Nürnberg      | V I  |
| 1982   | ESC Dorfen (?)       | V I  |
| 1983   | EV Dingolfing        | V I  |
| 1984   | EC Hedos München     | V I  |
| 1985   | TSV Schliersee       | V I  |
| 1986   | EHC Bad Reichenhall  | V I  |
| 1987   | Kulmbacher EC        | V I  |
| 1988   | ERC Selb             | V I  |

| Saison | Landesliga – Meister | Liga |
| ------ | -------------------- | ---- |
| 1989   | ERV Schweinfurt      | V I  |
| 1990   | ERC Haßfurt          | V I  |
| 1991   | EV Mittenwald        | V I  |
| 1992   | EV Berchtesgaden     | V I  |
| 1993   | EHC Bad Aibling      | V I  |
| 1994   | EV Fürstenfeldbruck  | V I  |
| 1995   | EA Kempten           | V    |
| 1996   | EV Dingolfing        | V    |
| 1997   | ESC München          | V    |
| 1998   | Augsburger EV 1b     | V    |
| 1999   | EV Pfronten          | V I  |
| 2000   | EHC Waldkraiburg     | V I  |
| 2001   | TSV Schliersee       | V I  |
| 2002   | EV Landsberg         | V I  |
| 2003   | TuS Geretsried 1 b   | V    |
| 2004   | TSV Erding           | V    |
| 2005   | ECDC Memmingen       | V    |
| 2006   | EHF Passau           | V    |
| 2007   | EHC 80 Nürnberg      | V    |
| 2008   | ESV Buchloe          | V    |

| Saison | Landesliga – Meister | Liga |
| ------ | -------------------- | ---- |
| 2009   | EHC Bayreuth         | V    |
| 2010   | 1. EV Weiden         | V    |
| 2011   | EHC 80 Nürnberg      | V    |
| 2012   | EV Moosburg          | V    |
| 2013 * | EV Pfronten          | V    |
| 2014   | HC Landsberg         | V    |
| 2015   | EV Pegnitz           | V    |
| 2016   | TSV Erding           | V    |
| 2017   | EV Füssen            | V    |
| 2018   | EC Bad Kissingen     | V    |
| 2019   | ESV Buchloe          | V    |
| 2020   | ESV Buchloe          | V    |
| 2021   | nicht ausgespielt    | V    |
| 2022   | SC Reichersbeuern    | V    |
| 2023   | EV Dingolfing        | V    |
| 2024   | EHC Waldkraiburg     | V    |
| 2025   | ESV Burgau           | V    |
| 2026   |                      | V    |
| 2027   |                      |      |
| 2028   |                      |      |

Erläuterungen: Bayerischer Meister, BLL-Meister ist auch Direktaufsteiger in die Regionalliga, Meister ist nicht aufgestiegen.

#### Spielklassenverlauf
Zweitklassig von Gründung bis 1958 – Drittklassig von 1958/59 bis 1961 – Viertklassig von 1961/62 bis 1968 – Fünftklassig 1968/69 bis 1974 – Sechstklassig 1974/75 bis 1994 – Fünftklassig 1994/95 bis 1998 – Sechstklassig von 1998/99 bis 2002 – Fünfte Spielklasse wieder seit 2002/03

### Meister Landesliga Natureis
1975/76 TSV Kottern

### Sieger der einzelnen Landesligagruppen
| Saison  | Gruppe A                                                        | Gruppe A                                                            | Gruppe A                                                            | Gruppe A                                                            | Gruppe A                                                                   | Gruppe A                                                                   | Gruppe B                                                                      | Gruppe B                                                                      | Gruppe B                                                                      | Gruppe B                                                                                 | Gruppe B                                                                                 | Gruppe B                                                                                 |
| ------- | --------------------------------------------------------------- | ------------------------------------------------------------------- | ------------------------------------------------------------------- | ------------------------------------------------------------------- | -------------------------------------------------------------------------- | -------------------------------------------------------------------------- | ----------------------------------------------------------------------------- | ----------------------------------------------------------------------------- | ----------------------------------------------------------------------------- | ---------------------------------------------------------------------------------------- | ---------------------------------------------------------------------------------------- | ---------------------------------------------------------------------------------------- |
| 1953/54 | ESV Kaufbeuren                                                  | ESV Kaufbeuren                                                      | ESV Kaufbeuren                                                      | ESV Kaufbeuren                                                      | ESV Kaufbeuren                                                             | ESV Kaufbeuren                                                             | EV Rosenheim                                                                  | EV Rosenheim                                                                  | EV Rosenheim                                                                  | EV Rosenheim                                                                             | EV Rosenheim                                                                             | EV Rosenheim                                                                             |
|         | A                                                               | A                                                                   | A                                                                   | A                                                                   | B                                                                          | B                                                                          | B                                                                             | B                                                                             | C                                                                             | C                                                                                        | C                                                                                        | C                                                                                        |
| 1954/55 | EV Landshut                                                     | EV Landshut                                                         | EV Landshut                                                         | EV Landshut                                                         | TEV Miesbach                                                               | TEV Miesbach                                                               | TEV Miesbach                                                                  | TEV Miesbach                                                                  | ESV Kaufbeuren                                                                | ESV Kaufbeuren                                                                           | ESV Kaufbeuren                                                                           | ESV Kaufbeuren                                                                           |
|         | Nord                                                            | Nord                                                                | Nord                                                                | Nord                                                                | West                                                                       | West                                                                       | West                                                                          | West                                                                          | Süd                                                                           | Süd                                                                                      | Süd                                                                                      | Süd                                                                                      |
| 1955/56 | HG Nürnberg                                                     | HG Nürnberg                                                         | HG Nürnberg                                                         | HG Nürnberg                                                         | ESV Kaufbeuren                                                             | ESV Kaufbeuren                                                             | ESV Kaufbeuren                                                                | ESV Kaufbeuren                                                                | ESC Holzkirchen                                                               | ESC Holzkirchen                                                                          | ESC Holzkirchen                                                                          | ESC Holzkirchen                                                                          |
|         | A                                                               | A                                                                   | A                                                                   | A                                                                   | B                                                                          | B                                                                          | B                                                                             | B                                                                             | C                                                                             | C                                                                                        | C                                                                                        | C                                                                                        |
| 1956/57 | EV Landshut                                                     | EV Landshut                                                         | EV Landshut                                                         | EV Landshut                                                         | TEV Miesbach                                                               | TEV Miesbach                                                               | TEV Miesbach                                                                  | TEV Miesbach                                                                  | SC Ziegelwies                                                                 | SC Ziegelwies                                                                            | SC Ziegelwies                                                                            | SC Ziegelwies                                                                            |
| 1957/58 |                                                                 |                                                                     |                                                                     |                                                                     | TEV Miesbach                                                               | TEV Miesbach                                                               | TEV Miesbach                                                                  | TEV Miesbach                                                                  | SC Ziegelwies                                                                 | SC Ziegelwies                                                                            | SC Ziegelwies                                                                            | SC Ziegelwies                                                                            |
| 1958/59 | HG/SG Nürnberg                                                  | HG/SG Nürnberg                                                      | HG/SG Nürnberg                                                      | HG/SG Nürnberg                                                      | EV Landsberg                                                               | EV Landsberg                                                               | EV Landsberg                                                                  | EV Landsberg                                                                  | ESC Holzkirchen                                                               | ESC Holzkirchen                                                                          | ESC Holzkirchen                                                                          | ESC Holzkirchen                                                                          |
| 1959/60 |                                                                 |                                                                     |                                                                     |                                                                     |                                                                            |                                                                            |                                                                               |                                                                               | ERC Sonthofen                                                                 | ERC Sonthofen                                                                            | ERC Sonthofen                                                                            | ERC Sonthofen                                                                            |
| 1960/61 | (ASV Pegnitz)                                                   | (ASV Pegnitz)                                                       | (ASV Pegnitz)                                                       | (ASV Pegnitz)                                                       | EC Oberstdorf                                                              | EC Oberstdorf                                                              | EC Oberstdorf                                                                 | EC Oberstdorf                                                                 | (ESV Herrsching, TSV Holzkirchen, EV Pfronten, SC Weßling)                    | (ESV Herrsching, TSV Holzkirchen, EV Pfronten, SC Weßling)                               | (ESV Herrsching, TSV Holzkirchen, EV Pfronten, SC Weßling)                               | (ESV Herrsching, TSV Holzkirchen, EV Pfronten, SC Weßling)                               |
| 1961/62 |                                                                 |                                                                     |                                                                     |                                                                     |                                                                            |                                                                            |                                                                               |                                                                               | EV Rosenheim                                                                  | EV Rosenheim                                                                             | EV Rosenheim                                                                             | EV Rosenheim                                                                             |
| 1962/63 | Münchner EV                                                     | Münchner EV                                                         | Münchner EV                                                         | Münchner EV                                                         |                                                                            |                                                                            |                                                                               |                                                                               |                                                                               |                                                                                          |                                                                                          |                                                                                          |
| 1963/64 | EV Pegnitz                                                      | EV Pegnitz                                                          | EV Pegnitz                                                          | EV Pegnitz                                                          | Augsburger EV                                                              | Augsburger EV                                                              | Augsburger EV                                                                 | Augsburger EV                                                                 | EHC Klostersee                                                                | EHC Klostersee                                                                           | EHC Klostersee                                                                           | EHC Klostersee                                                                           |
| 1964/65 | EHC Klostersee                                                  | EHC Klostersee                                                      | EHC Klostersee                                                      | EHC Klostersee                                                      | (ERC Lechbruck, SC Garmisch)                                               | (ERC Lechbruck, SC Garmisch)                                               | (ERC Lechbruck, SC Garmisch)                                                  | (ERC Lechbruck, SC Garmisch)                                                  | SV Hohenfurch                                                                 | SV Hohenfurch                                                                            | SV Hohenfurch                                                                            | SV Hohenfurch                                                                            |
| 1965/66 |                                                                 |                                                                     |                                                                     |                                                                     | gab es keine Aufsteiger                                                    | gab es keine Aufsteiger                                                    | gab es keine Aufsteiger                                                       | gab es keine Aufsteiger                                                       |                                                                               |                                                                                          |                                                                                          |                                                                                          |
| 1966/67 | VER Selb                                                        | VER Selb                                                            | VER Selb                                                            | VER Selb                                                            |                                                                            |                                                                            |                                                                               |                                                                               | SC Reichersbeuern                                                             | SC Reichersbeuern                                                                        | SC Reichersbeuern                                                                        | SC Reichersbeuern                                                                        |
| 1967/68 | EV Regensburg (EC Bad Tölz 1. b)                                | EV Regensburg (EC Bad Tölz 1. b)                                    | EV Regensburg (EC Bad Tölz 1. b)                                    | EV Regensburg (EC Bad Tölz 1. b)                                    | SV Apfeldorf                                                               | SV Apfeldorf                                                               | SV Apfeldorf                                                                  | SV Apfeldorf                                                                  | EV Berchtesgaden (TSV Straubing)                                              | EV Berchtesgaden (TSV Straubing)                                                         | EV Berchtesgaden (TSV Straubing)                                                         | EV Berchtesgaden (TSV Straubing)                                                         |
| 1968/69 | SC Pfettrach-Landshut                                           | SC Pfettrach-Landshut                                               | SC Pfettrach-Landshut                                               | SC Pfettrach-Landshut                                               | EA Schongau (TSV Farchant)                                                 | EA Schongau (TSV Farchant)                                                 | EA Schongau (TSV Farchant)                                                    | EA Schongau (TSV Farchant)                                                    | DEC Inzell                                                                    | DEC Inzell                                                                               | DEC Inzell                                                                               | DEC Inzell                                                                               |
| 1969/70 |                                                                 |                                                                     |                                                                     |                                                                     | TSV Peißenberg (EC Peiting, Münchener EV)                                  | TSV Peißenberg (EC Peiting, Münchener EV)                                  | TSV Peißenberg (EC Peiting, Münchener EV)                                     | TSV Peißenberg (EC Peiting, Münchener EV)                                     |                                                                               |                                                                                          |                                                                                          |                                                                                          |
| 1970/71 | VER Selb (BYL-Übersprungen)                                     | VER Selb (BYL-Übersprungen)                                         | VER Selb (BYL-Übersprungen)                                         | VER Selb (BYL-Übersprungen)                                         |                                                                            |                                                                            |                                                                               |                                                                               | (SV Hohenfurch)                                                               | (SV Hohenfurch)                                                                          | (SV Hohenfurch)                                                                          | (SV Hohenfurch)                                                                          |
| 1971/72 | EV Pegnitz                                                      | EV Pegnitz                                                          | EV Pegnitz                                                          | EV Pegnitz                                                          |                                                                            |                                                                            |                                                                               |                                                                               | (TSV Schliersee)                                                              | (TSV Schliersee)                                                                         | (TSV Schliersee)                                                                         | (TSV Schliersee)                                                                         |
|         | Gruppe A                                                        | Gruppe A                                                            | Gruppe A                                                            | Gruppe B                                                            | Gruppe B                                                                   | Gruppe B                                                                   | Gruppe C                                                                      | Gruppe C                                                                      | Gruppe C                                                                      | Gruppe D                                                                                 | Gruppe D                                                                                 | Gruppe D                                                                                 |
| 1972/73 | EV Pegnitz                                                      | EV Pegnitz                                                          | EV Pegnitz                                                          | SG Moosburg                                                         | SG Moosburg                                                                | SG Moosburg                                                                | SV Apfeldorf                                                                  | SV Apfeldorf                                                                  | SV Apfeldorf                                                                  | ESV Buchloe. (EV Bad Wörishofen)                                                         | ESV Buchloe. (EV Bad Wörishofen)                                                         | ESV Buchloe. (EV Bad Wörishofen)                                                         |
| 1973/74 | TSV Straubing II                                                | TSV Straubing II                                                    | TSV Straubing II                                                    | TuS Geretsried ↑ (RL-4.Liga)                                        | TuS Geretsried ↑ (RL-4.Liga)                                               | TuS Geretsried ↑ (RL-4.Liga)                                               | SV Apfeldorf                                                                  | SV Apfeldorf                                                                  | SV Apfeldorf                                                                  | ERC Bießenhofen                                                                          | ERC Bießenhofen                                                                          | ERC Bießenhofen                                                                          |
| 1974/75 | EV Pegnitz                                                      | EV Pegnitz                                                          | EV Pegnitz                                                          | (VfL Waldkraiburg)                                                  | (VfL Waldkraiburg)                                                         | (VfL Waldkraiburg)                                                         | (SC Gaißach)                                                                  | (SC Gaißach)                                                                  | (SC Gaißach)                                                                  |                                                                                          |                                                                                          |                                                                                          |
| 1975/76 | ERC Ingolstadt                                                  | ERC Ingolstadt                                                      | ERC Ingolstadt                                                      | TSV Trostberg                                                       | TSV Trostberg                                                              | TSV Trostberg                                                              | (EA Schongau)                                                                 | (EA Schongau)                                                                 | (EA Schongau)                                                                 | (TSV Hohenpeißenberg)                                                                    | (TSV Hohenpeißenberg)                                                                    | (TSV Hohenpeißenberg)                                                                    |
| 1976/77 | ERC Ingolstadt                                                  | ERC Ingolstadt                                                      | ERC Ingolstadt                                                      | (SVG Burgkirchen)                                                   | (SVG Burgkirchen)                                                          | (SVG Burgkirchen)                                                          | ETC Höhenkirchen (TSV Farchant)                                               | ETC Höhenkirchen (TSV Farchant)                                               | ETC Höhenkirchen (TSV Farchant)                                               |                                                                                          |                                                                                          |                                                                                          |
|         | Gruppe 1                                                        | Gruppe 1                                                            | Gruppe 1                                                            | Gruppe 2                                                            | Gruppe 2                                                                   | Gruppe 2                                                                   | Gruppe 3                                                                      | Gruppe 3                                                                      | Gruppe 3                                                                      | Gruppe 4                                                                                 | Gruppe 4                                                                                 | Gruppe 4                                                                                 |
| 1977/78 | SV Bayreuth                                                     | SV Bayreuth                                                         | SV Bayreuth                                                         | EC Geisenhausen                                                     | EC Geisenhausen                                                            | EC Geisenhausen                                                            | EV Garmisch (TSV Hopferau)                                                    | EV Garmisch (TSV Hopferau)                                                    | EV Garmisch (TSV Hopferau)                                                    | ESV Burgau (EA Kempten/Kottern)                                                          | ESV Burgau (EA Kempten/Kottern)                                                          | ESV Burgau (EA Kempten/Kottern)                                                          |
| 1978/79 | ERV Schweinfurt                                                 | ERV Schweinfurt                                                     | ERV Schweinfurt                                                     | ESC Vilshofen                                                       | ESC Vilshofen                                                              | ESC Vilshofen                                                              | EC Holzkirchen (ESV Bad Bayersoien 2. Platz)                                  | EC Holzkirchen (ESV Bad Bayersoien 2. Platz)                                  | EC Holzkirchen (ESV Bad Bayersoien 2. Platz)                                  | TSV Marktoberdorf (SC Memmingen 2. Platz)                                                | TSV Marktoberdorf (SC Memmingen 2. Platz)                                                | TSV Marktoberdorf (SC Memmingen 2. Platz)                                                |
| 1979/80 | EC Erkersreuth                                                  | EC Erkersreuth                                                      | EC Erkersreuth                                                      | ESC Dorfen                                                          | ESC Dorfen                                                                 | ESC Dorfen                                                                 | SC Reichersbeuern                                                             | SC Reichersbeuern                                                             | SC Reichersbeuern                                                             | ESV Buchloe                                                                              | ESV Buchloe                                                                              | ESV Buchloe                                                                              |
| 1980/81 | EHC Nürnberg (EV Moosburg 2. Platz)                             | EHC Nürnberg (EV Moosburg 2. Platz)                                 | EHC Nürnberg (EV Moosburg 2. Platz)                                 | TSV Erding (EV Germering 2. Platz)                                  | TSV Erding (EV Germering 2. Platz)                                         | TSV Erding (EV Germering 2. Platz)                                         | EC Holzkirchen                                                                | EC Holzkirchen                                                                | EC Holzkirchen                                                                |                                                                                          |                                                                                          |                                                                                          |
| 1981/82 | SV Hof                                                          | SV Hof                                                              | SV Hof                                                              | ESC Dorfen                                                          | ESC Dorfen                                                                 | ESC Dorfen                                                                 | EV Mittenwald                                                                 | EV Mittenwald                                                                 | EV Mittenwald                                                                 | EHC Straubing 1b                                                                         | EHC Straubing 1b                                                                         | EHC Straubing 1b                                                                         |
| 1982/83 | Deggendorfer EC                                                 | Deggendorfer EC                                                     | Deggendorfer EC                                                     | EV Dingolfing                                                       | EV Dingolfing                                                              | EV Dingolfing                                                              | TSV 1863 Trostberg                                                            | TSV 1863 Trostberg                                                            | TSV 1863 Trostberg                                                            |                                                                                          |                                                                                          |                                                                                          |
| 1983/84 | ATSV Kulmbach                                                   | ATSV Kulmbach                                                       | ATSV Kulmbach                                                       | EC Hedos München (EV Germering 2. Platz)                            | EC Hedos München (EV Germering 2. Platz)                                   | EC Hedos München (EV Germering 2. Platz)                                   | TuS Geretsried 1b                                                             | TuS Geretsried 1b                                                             | TuS Geretsried 1b                                                             | TSV Königsbrunn                                                                          | TSV Königsbrunn                                                                          | TSV Königsbrunn                                                                          |
| 1984/85 | EHC 80 Nürnberg 1b                                              | EHC 80 Nürnberg 1b                                                  | EHC 80 Nürnberg 1b                                                  | EV Regensburg 1b (ESC Vilshofen 2. Platz)                           | EV Regensburg 1b (ESC Vilshofen 2. Platz)                                  | EV Regensburg 1b (ESC Vilshofen 2. Platz)                                  | TSV Schliersee (Holzkirchen 2. Platz) (Bad Aibling 3. Platz)                  | TSV Schliersee (Holzkirchen 2. Platz) (Bad Aibling 3. Platz)                  | TSV Schliersee (Holzkirchen 2. Platz) (Bad Aibling 3. Platz)                  | EV Füssen 1b (Bad Wörishofen 2. Platz) (ERC Lechbruck 4. Platz) (EC Oberstdorf 5. Platz) | EV Füssen 1b (Bad Wörishofen 2. Platz) (ERC Lechbruck 4. Platz) (EC Oberstdorf 5. Platz) | EV Füssen 1b (Bad Wörishofen 2. Platz) (ERC Lechbruck 4. Platz) (EC Oberstdorf 5. Platz) |
| 1985/86 | EV Pegnitz                                                      | EV Pegnitz                                                          | EV Pegnitz                                                          | ERC Regen                                                           | ERC Regen                                                                  | ERC Regen                                                                  | EHC Bad Reichenhall                                                           | EHC Bad Reichenhall                                                           | EHC Bad Reichenhall                                                           | EV Füssen 1b (ESV Buchloe 2. Platz)                                                      | EV Füssen 1b (ESV Buchloe 2. Platz)                                                      | EV Füssen 1b (ESV Buchloe 2. Platz)                                                      |
| 1986/87 | Kulmbacher EC                                                   | Kulmbacher EC                                                       | Kulmbacher EC                                                       | EC Pfaffenhofen                                                     | EC Pfaffenhofen                                                            | EC Pfaffenhofen                                                            | VfL Waldkraiburg                                                              | VfL Waldkraiburg                                                              | VfL Waldkraiburg                                                              | SV Hohenfurch                                                                            | SV Hohenfurch                                                                            | SV Hohenfurch                                                                            |
|         | Gruppe 1                                                        | Gruppe 1                                                            | Gruppe 2                                                            | Gruppe 2                                                            | Gruppe 2                                                                   | Gruppe 3                                                                   | Gruppe 3                                                                      | Gruppe 4                                                                      | Gruppe 4                                                                      | Gruppe 4                                                                                 | Gruppe 5                                                                                 | Gruppe 5                                                                                 |
| 1987/88 | ERC Selb                                                        | ERC Selb                                                            | ASV Dachau                                                          | ASV Dachau                                                          | ASV Dachau                                                                 | EV Berchtesgaden                                                           | EV Berchtesgaden                                                              | ESV Bad Bayersoien                                                            | ESV Bad Bayersoien                                                            | ESV Bad Bayersoien                                                                       | TSV Marktoberdorf                                                                        | TSV Marktoberdorf                                                                        |
| 1988/89 | ERV Schweinfurt (ERSC Amberg 2. Platz) (EV Weiden 3. Platz)     | ERV Schweinfurt (ERSC Amberg 2. Platz) (EV Weiden 3. Platz)         | ESC Vilshofen (ASV Dachau 2.Platz)                                  | ESC Vilshofen (ASV Dachau 2.Platz)                                  | ESC Vilshofen (ASV Dachau 2.Platz)                                         | EC Schwaig (ETC Höhenkirchen 2. Pl.)                                       | EC Schwaig (ETC Höhenkirchen 2. Pl.)                                          | SV Hohenfurch (ESV Bad Bayersoien 2. Platz)                                   | SV Hohenfurch (ESV Bad Bayersoien 2. Platz)                                   | SV Hohenfurch (ESV Bad Bayersoien 2. Platz)                                              | TSV Marktoberdorf (TSV Oberbeuren 2. Platz)                                              | TSV Marktoberdorf (TSV Oberbeuren 2. Platz)                                              |
|         | Gruppe A                                                        | Gruppe A                                                            | Gruppe A                                                            | Gruppe A                                                            | Gruppe B                                                                   | Gruppe B                                                                   | Gruppe B                                                                      | Gruppe B                                                                      | Gruppe C                                                                      | Gruppe C                                                                                 | Gruppe C                                                                                 | Gruppe C                                                                                 |
| 1989/90 | ERC Haßfurt (SC Bad Kissingen 3. Platz)                         | ERC Haßfurt (SC Bad Kissingen 3. Platz)                             | ERC Haßfurt (SC Bad Kissingen 3. Platz)                             | ERC Haßfurt (SC Bad Kissingen 3. Platz)                             | EC Planegg-Geisenbrunn (ERC Ingolstadt 2. Platz) (ERSC Ottobrunn 3. Platz) | EC Planegg-Geisenbrunn (ERC Ingolstadt 2. Platz) (ERSC Ottobrunn 3. Platz) | EC Planegg-Geisenbrunn (ERC Ingolstadt 2. Platz) (ERSC Ottobrunn 3. Platz)    | EC Planegg-Geisenbrunn (ERC Ingolstadt 2. Platz) (ERSC Ottobrunn 3. Platz)    | ESV Buchloe (Bad Aibling 2. Platz)                                            | ESV Buchloe (Bad Aibling 2. Platz)                                                       | ESV Buchloe (Bad Aibling 2. Platz)                                                       | ESV Buchloe (Bad Aibling 2. Platz)                                                       |
|         | Gruppe 1                                                        | Gruppe 1                                                            | Gruppe 1                                                            | Gruppe 2                                                            | Gruppe 2                                                                   | Gruppe 2                                                                   | Gruppe 3                                                                      | Gruppe 3                                                                      | Gruppe 3                                                                      | Gruppe 4                                                                                 | Gruppe 4                                                                                 | Gruppe 4                                                                                 |
| 1990/91 | EC Erkersreuth                                                  | EC Erkersreuth                                                      | EC Erkersreuth                                                      | SC Ergolding                                                        | SC Ergolding                                                               | SC Ergolding                                                               | EV Mittenwald                                                                 | EV Mittenwald                                                                 | EV Mittenwald                                                                 | TSV Marktoberdorf (Ulm/Neu-Ulm 2. Platz) (ESV Burgau 3. Platz)                           | TSV Marktoberdorf (Ulm/Neu-Ulm 2. Platz) (ESV Burgau 3. Platz)                           | TSV Marktoberdorf (Ulm/Neu-Ulm 2. Platz) (ESV Burgau 3. Platz)                           |
| 1991/92 | EV Weiden 1b                                                    | EV Weiden 1b                                                        | EV Weiden 1b                                                        | ERC Regen                                                           | ERC Regen                                                                  | ERC Regen                                                                  | EV Berchtesgaden                                                              | EV Berchtesgaden                                                              | EV Berchtesgaden                                                              | EV Lindau (EC Oberstdorf 3. Platz)                                                       | EV Lindau (EC Oberstdorf 3. Platz)                                                       | EV Lindau (EC Oberstdorf 3. Platz)                                                       |
| 1992/93 | ESV Würzburg                                                    | ESV Würzburg                                                        | ESV Würzburg                                                        | ASV Dachau (ESV Kagers 3. Platz)                                    | ASV Dachau (ESV Kagers 3. Platz)                                           | ASV Dachau (ESV Kagers 3. Platz)                                           | EHC Bad Aibling                                                               | EHC Bad Aibling                                                               | EHC Bad Aibling                                                               | SC Hohenems (ETC Höhenkirchen 2. Platz)                                                  | SC Hohenems (ETC Höhenkirchen 2. Platz)                                                  | SC Hohenems (ETC Höhenkirchen 2. Platz)                                                  |
| 1993/94 | ESV Würzburg                                                    | ESV Würzburg                                                        | ESV Würzburg                                                        | EV Fürstenfeldbruck                                                 | EV Fürstenfeldbruck                                                        | EV Fürstenfeldbruck                                                        | ESC Holzkirchen                                                               | ESC Holzkirchen                                                               | ESC Holzkirchen                                                               | EA Kempten 1b                                                                            | EA Kempten 1b                                                                            | EA Kempten 1b                                                                            |
| 1994/95 |                                                                 |                                                                     |                                                                     | ESV Waldkirchen                                                     | ESV Waldkirchen                                                            | ESV Waldkirchen                                                            | ESV Bad Bayersoien                                                            | ESV Bad Bayersoien                                                            | ESV Bad Bayersoien                                                            | EA Kempten                                                                               | EA Kempten                                                                               | EA Kempten                                                                               |
| 1995/96 | ESV Bayreuth                                                    | ESV Bayreuth                                                        | ESV Bayreuth                                                        | EV Dingolfing                                                       | EV Dingolfing                                                              | EV Dingolfing                                                              | MTV Dießen                                                                    | MTV Dießen                                                                    | MTV Dießen                                                                    | EHC Memmingen                                                                            | EHC Memmingen                                                                            | EHC Memmingen                                                                            |
| 1996/97 | Höchstadter EC                                                  | Höchstadter EC                                                      | Höchstadter EC                                                      | EHC Bad Aibling                                                     | EHC Bad Aibling                                                            | EHC Bad Aibling                                                            | ESC München                                                                   | ESC München                                                                   | ESC München                                                                   | EV Lindau                                                                                | EV Lindau                                                                                | EV Lindau                                                                                |
| 1997/98 | ERV Schweinfurt, (ERSC Ottobrunn 2. Platz)                      | ERV Schweinfurt, (ERSC Ottobrunn 2. Platz)                          | ERV Schweinfurt, (ERSC Ottobrunn 2. Platz)                          | SVG Burgkirchen                                                     | SVG Burgkirchen                                                            | SVG Burgkirchen                                                            | Augsburger EV 1 b                                                             | Augsburger EV 1 b                                                             | Augsburger EV 1 b                                                             | EV Berchtesgaden                                                                         | EV Berchtesgaden                                                                         | EV Berchtesgaden                                                                         |
| 1998/99 | ESC Vilshofen                                                   | ESC Vilshofen                                                       | ESC Vilshofen                                                       | (SVG Burgkirchen 2. Platz)                                          | (SVG Burgkirchen 2. Platz)                                                 | (SVG Burgkirchen 2. Platz)                                                 |                                                                               |                                                                               |                                                                               | EV Pfronten                                                                              | EV Pfronten                                                                              | EV Pfronten                                                                              |
|         | Nord                                                            | Nord                                                                | Nord                                                                | Ost                                                                 | Ost                                                                        | Ost                                                                        | Süd                                                                           | Süd                                                                           | Süd                                                                           | West                                                                                     | West                                                                                     | West                                                                                     |
| 1999/00 | ESV Würzburg                                                    | ESV Würzburg                                                        | ESV Würzburg                                                        | EHC Waldkraiburg                                                    | EHC Waldkraiburg                                                           | EHC Waldkraiburg                                                           | SC Forst (EHC München 2. Platz)                                               | SC Forst (EHC München 2. Platz)                                               | SC Forst (EHC München 2. Platz)                                               | ERC Sonthofen 99                                                                         | ERC Sonthofen 99                                                                         | ERC Sonthofen 99                                                                         |
| 2000/01 | ESV Würzburg                                                    | ESV Würzburg                                                        | ESV Würzburg                                                        | EV Regensburg 1b                                                    | EV Regensburg 1b                                                           | EV Regensburg 1b                                                           | TSV Schliersee                                                                | TSV Schliersee                                                                | TSV Schliersee                                                                | EV Lindau                                                                                | EV Lindau                                                                                | EV Lindau                                                                                |
| 2001/02 | EV Pegnitz                                                      | EV Pegnitz                                                          | EV Pegnitz                                                          | Wanderers Germering                                                 | Wanderers Germering                                                        | Wanderers Germering                                                        | SB Rosenheim                                                                  | SB Rosenheim                                                                  | SB Rosenheim                                                                  | EV Landsberg                                                                             | EV Landsberg                                                                             | EV Landsberg                                                                             |
| 2002/03 | EV Pegnitz                                                      | EV Pegnitz                                                          | EV Pegnitz                                                          | EV Bruckberg                                                        | EV Bruckberg                                                               | EV Bruckberg                                                               | TuS Geretsried 1b                                                             | TuS Geretsried 1b                                                             | TuS Geretsried 1b                                                             | Wanderers Germering                                                                      | Wanderers Germering                                                                      | Wanderers Germering                                                                      |
| 2003/04 | EV Pegnitz                                                      | EV Pegnitz                                                          | EV Pegnitz                                                          | TSV Erding                                                          | TSV Erding                                                                 | TSV Erding                                                                 | EV Fürstenfeldbruck                                                           | EV Fürstenfeldbruck                                                           | EV Fürstenfeldbruck                                                           | TSV Peißenberg                                                                           | TSV Peißenberg                                                                           | TSV Peißenberg                                                                           |
| 2004/05 | (W. Germering 2. Pl.)                                           | EHC 80 Nürnberg                                                     | EHC 80 Nürnberg                                                     | Deggendorfer SC                                                     | Deggendorfer SC                                                            | Deggendorfer SC                                                            | TSV 1863 Trostberg                                                            | TSV 1863 Trostberg                                                            | TSV 1863 Trostberg                                                            | ECDC Memmingen                                                                           | ECDC Memmingen                                                                           | ECDC Memmingen                                                                           |
| 2005/06 | ERV Schweinfurt                                                 | ERV Schweinfurt                                                     | ERV Schweinfurt                                                     | EHF Passau                                                          | EHF Passau                                                                 | EHF Passau                                                                 | ESC Holzkirchen                                                               | ESC Holzkirchen                                                               | ESC Holzkirchen                                                               | EC Ulm/Neu-Ulm                                                                           | EC Ulm/Neu-Ulm                                                                           | EC Ulm/Neu-Ulm                                                                           |
| 2006/07 | VER Selb                                                        | (EHC Nürnberg 3. Platz)                                             | (EHC Nürnberg 3. Platz)                                             | Wanderers Germering                                                 | Wanderers Germering                                                        | Wanderers Germering                                                        | ESC Holzkirchen                                                               | ESC Holzkirchen                                                               | ESC Holzkirchen                                                               | ESV Buchloe                                                                              | ESV Buchloe                                                                              | (EV Pfronten 2. Platz)                                                                   |
| 2007/08 | EHC Bayreuth                                                    | (EV Dingolfing 2. Platz)                                            | (EV Dingolfing 2. Platz)                                            | SVG Burgkirchen                                                     | SVG Burgkirchen                                                            | SVG Burgkirchen                                                            | ESC Holzkirchen                                                               | ESC Holzkirchen                                                               | ESC Holzkirchen                                                               | ESV Buchloe                                                                              | ESV Buchloe                                                                              | ESV Buchloe                                                                              |
| 2008/09 | EHC Bayreuth                                                    | (EV Regensburg 2. Platz)                                            | (EV Regensburg 2. Platz)                                            | SVG Burgkirchen                                                     | SVG Burgkirchen                                                            | SVG Burgkirchen                                                            | EHC Bad Aibling                                                               | EHC Bad Aibling                                                               | EHC Bad Aibling                                                               | EV Lindau                                                                                | EV Lindau                                                                                | EV Lindau                                                                                |
| 2009/10 | 1. EV Weiden                                                    | (EV Lindau 2. Platz)                                                | (EV Lindau 2. Platz)                                                | SVG Burgkirchen                                                     | SVG Burgkirchen                                                            | SVG Burgkirchen                                                            | Wanderers Germering                                                           | Wanderers Germering                                                           | Wanderers Germering                                                           | ESV Königsbrunn                                                                          | ESV Königsbrunn                                                                          | ESV Königsbrunn                                                                          |
|         | Nord/Ost                                                        | Nord/Ost                                                            | Nord/Ost                                                            | Nord/Ost                                                            | Nord/Ost                                                                   | Nord/Ost                                                                   | Süd/West                                                                      | Süd/West                                                                      | Süd/West                                                                      | Süd/West                                                                                 | Süd/West                                                                                 | Süd/West                                                                                 |
| 2010/11 | ESV Waldkirchen                                                 | ESV Waldkirchen                                                     | ESV Waldkirchen                                                     | (EHC 80 Nürnberg 2. Platz)                                          | (EHC 80 Nürnberg 2. Platz)                                                 | (EHC 80 Nürnberg 2. Platz)                                                 | EHC Waldkraiburg                                                              | EHC Waldkraiburg                                                              | EHC Waldkraiburg                                                              | (EA Schongau 2. Platz)                                                                   | (EA Schongau 2. Platz)                                                                   | (EA Schongau 2. Platz)                                                                   |
| 2011/12 | EV Moosburg                                                     | EV Moosburg                                                         | EV Moosburg                                                         | EV Moosburg                                                         | EV Moosburg                                                                | EV Moosburg                                                                | (Höchstadter EC)                                                              | (Höchstadter EC)                                                              | (Höchstadter EC)                                                              | EV Pfronten                                                                              | EV Pfronten                                                                              | EV Pfronten                                                                              |
| 2012/13 | EV Dingolfing                                                   | (EHC Mitterteich 2. Platz), ESC Haßfurt 3. Platz ERC Regen 4. Platz | (EHC Mitterteich 2. Platz), ESC Haßfurt 3. Platz ERC Regen 4. Platz | (EHC Mitterteich 2. Platz), ESC Haßfurt 3. Platz ERC Regen 4. Platz | (EHC Mitterteich 2. Platz), ESC Haßfurt 3. Platz ERC Regen 4. Platz        | (EHC Mitterteich 2. Platz), ESC Haßfurt 3. Platz ERC Regen 4. Platz        | EV Pfronten                                                                   | EV Pfronten                                                                   | EV Pfronten                                                                   | EV Pfronten                                                                              | EV Pfronten                                                                              | EV Pfronten                                                                              |
| 2013/14 | EV Pegnitz                                                      | EV Pegnitz                                                          | EV Pegnitz                                                          | EV Pegnitz                                                          | EV Pegnitz                                                                 | EV Pegnitz                                                                 | HC Landsberg                                                                  | HC Landsberg                                                                  | HC Landsberg                                                                  | HC Landsberg                                                                             | HC Landsberg                                                                             | HC Landsberg                                                                             |
| 2014/15 | EV Pegnitz                                                      | EV Pegnitz                                                          | EV Pegnitz                                                          | EV Pegnitz                                                          | EV Pegnitz                                                                 | EV Pegnitz                                                                 | ESC Riverrats Geretsried                                                      | ESC Riverrats Geretsried                                                      | ESC Riverrats Geretsried                                                      | ESC Riverrats Geretsried                                                                 | ESC Riverrats Geretsried                                                                 | ESC Riverrats Geretsried                                                                 |
|         | Gruppe 1                                                        | Gruppe 1                                                            | Gruppe 1                                                            | Gruppe 1                                                            | Gruppe 2                                                                   | Gruppe 2                                                                   | Gruppe 2                                                                      | Gruppe 2                                                                      | Gruppe 3                                                                      | Gruppe 3                                                                                 | Gruppe 3                                                                                 | Gruppe 3                                                                                 |
| 2015/16 | TSV Erding                                                      | TSV Erding                                                          | TSV Erding                                                          | TSV Erding                                                          | EHF Passau (EA Schongau 2. Platz)                                          | EHF Passau (EA Schongau 2. Platz)                                          | EHF Passau (EA Schongau 2. Platz)                                             | EHF Passau (EA Schongau 2. Platz)                                             | EHC Königsbrunn                                                               | EHC Königsbrunn                                                                          | EHC Königsbrunn                                                                          | EHC Königsbrunn                                                                          |
| 2016/17 | ERV Schweinfurt                                                 | ERV Schweinfurt                                                     | ERV Schweinfurt                                                     | ERV Schweinfurt                                                     | SE Freising                                                                | SE Freising                                                                | SE Freising                                                                   | SE Freising                                                                   | EV Füssen                                                                     | EV Füssen                                                                                | EV Füssen                                                                                | EV Füssen                                                                                |
|         | Gruppe 1 (Nord/Ost)                                             | Gruppe 1 (Nord/Ost)                                                 | Gruppe 1 (Nord/Ost)                                                 | Gruppe 1 (Nord/Ost)                                                 | Gruppe 1 (Nord/Ost)                                                        | Gruppe 1 (Nord/Ost)                                                        | Gruppe 2 (Süd/West)                                                           | Gruppe 2 (Süd/West)                                                           | Gruppe 2 (Süd/West)                                                           | Gruppe 2 (Süd/West)                                                                      | Gruppe 2 (Süd/West)                                                                      | Gruppe 2 (Süd/West)                                                                      |
| 2017/18 | ERSC Amberg                                                     | ERSC Amberg                                                         | ERSC Amberg                                                         | ERSC Amberg                                                         | ERSC Amberg                                                                | ERSC Amberg                                                                | EHC Klostersee (Bad Kissingen 2. Pl., Schweinfurt 3. Pl., Königsbrunn 4. Pl.) | EHC Klostersee (Bad Kissingen 2. Pl., Schweinfurt 3. Pl., Königsbrunn 4. Pl.) | EHC Klostersee (Bad Kissingen 2. Pl., Schweinfurt 3. Pl., Königsbrunn 4. Pl.) | EHC Klostersee (Bad Kissingen 2. Pl., Schweinfurt 3. Pl., Königsbrunn 4. Pl.)            | EHC Klostersee (Bad Kissingen 2. Pl., Schweinfurt 3. Pl., Königsbrunn 4. Pl.)            | EHC Klostersee (Bad Kissingen 2. Pl., Schweinfurt 3. Pl., Königsbrunn 4. Pl.)            |
| 2018/19 | ERSC Amberg                                                     | ERSC Amberg                                                         | ERSC Amberg                                                         | (EC Pfaffenhofen) 2. Platz                                          | (EC Pfaffenhofen) 2. Platz                                                 | (EC Pfaffenhofen) 2. Platz                                                 | ESV Burgau                                                                    | ESV Burgau                                                                    | ESV Burgau                                                                    | ESV Burgau                                                                               | ESV Burgau                                                                               | ESV Burgau                                                                               |
| 2019/20 | ESC Haßfurt                                                     | ESC Haßfurt                                                         | ESC Haßfurt                                                         | (ERSC Amberg 2. Platz)                                              | (ERSC Amberg 2. Platz)                                                     | (ERSC Amberg 2. Platz)                                                     | VfE Ulm/Neu-Ulm (ESV Buchloe 2. Platz, ESC Kempten 3. Platz)                  | VfE Ulm/Neu-Ulm (ESV Buchloe 2. Platz, ESC Kempten 3. Platz)                  | VfE Ulm/Neu-Ulm (ESV Buchloe 2. Platz, ESC Kempten 3. Platz)                  | VfE Ulm/Neu-Ulm (ESV Buchloe 2. Platz, ESC Kempten 3. Platz)                             | VfE Ulm/Neu-Ulm (ESV Buchloe 2. Platz, ESC Kempten 3. Platz)                             | VfE Ulm/Neu-Ulm (ESV Buchloe 2. Platz, ESC Kempten 3. Platz)                             |
| 2020/21 | Saison wurde wegen der COVID-19-Pandemie nicht zu Ende gespielt | Saison wurde wegen der COVID-19-Pandemie nicht zu Ende gespielt     | Saison wurde wegen der COVID-19-Pandemie nicht zu Ende gespielt     | Saison wurde wegen der COVID-19-Pandemie nicht zu Ende gespielt     | Saison wurde wegen der COVID-19-Pandemie nicht zu Ende gespielt            | Saison wurde wegen der COVID-19-Pandemie nicht zu Ende gespielt            | Saison wurde wegen der COVID-19-Pandemie nicht zu Ende gespielt               | Saison wurde wegen der COVID-19-Pandemie nicht zu Ende gespielt               | Saison wurde wegen der COVID-19-Pandemie nicht zu Ende gespielt               | Saison wurde wegen der COVID-19-Pandemie nicht zu Ende gespielt                          | Saison wurde wegen der COVID-19-Pandemie nicht zu Ende gespielt                          | Saison wurde wegen der COVID-19-Pandemie nicht zu Ende gespielt                          |
| 2021/22 | EV Dingolfing                                                   | EV Dingolfing                                                       | EV Dingolfing                                                       | (EV Pegnitz 3. Platz)                                               | (EV Pegnitz 3. Platz)                                                      | (EV Pegnitz 3. Platz)                                                      | Wanderers Germering                                                           | Wanderers Germering                                                           | Wanderers Germering                                                           | Wanderers Germering                                                                      | Wanderers Germering                                                                      | Wanderers Germering                                                                      |
| 2022/23 | ESC Haßfurt                                                     | ESC Haßfurt                                                         | ESC Haßfurt                                                         | (EV Dingolfing 2. Platz)                                            | (EV Dingolfing 2. Platz)                                                   | (EV Dingolfing 2. Platz)                                                   | ERC Sonthofen                                                                 | ERC Sonthofen                                                                 | ERC Sonthofen                                                                 | ERC Sonthofen                                                                            | ERC Sonthofen                                                                            | ERC Sonthofen                                                                            |
|         | Gruppe A (Süd/West)                                             | Gruppe A (Süd/West)                                                 | Gruppe A (Süd/West)                                                 | Gruppe A (Süd/West)                                                 | Gruppe A (Süd/West)                                                        | Gruppe A (Süd/West)                                                        | Gruppe B (Nord/Ost)                                                           | Gruppe B (Nord/Ost)                                                           | Gruppe B (Nord/Ost)                                                           | Gruppe B (Nord/Ost)                                                                      | Gruppe B (Nord/Ost)                                                                      | Gruppe B (Nord/Ost)                                                                      |
| 2023/24 | ESV Burgau                                                      | ESV Burgau                                                          | ESV Burgau                                                          | ESV Burgau                                                          | ESV Burgau                                                                 | ESV Burgau                                                                 | EHC Waldkraiburg                                                              | EHC Waldkraiburg                                                              | EHC Waldkraiburg                                                              | EHC Waldkraiburg                                                                         | EHC Waldkraiburg                                                                         | EHC Waldkraiburg                                                                         |
| 2024/25 | ERC Sonthofen                                                   | ERC Sonthofen                                                       | ERC Sonthofen                                                       | ERC Sonthofen                                                       | ERC Sonthofen                                                              | ERC Sonthofen                                                              | ESC Dorfen                                                                    | ESC Dorfen                                                                    | ESC Dorfen                                                                    | ESC Dorfen                                                                               | ESC Dorfen                                                                               | ESC Dorfen                                                                               |
| 2025/26 |                                                                 |                                                                     |                                                                     |                                                                     |                                                                            |                                                                            |                                                                               |                                                                               |                                                                               |                                                                                          |                                                                                          |                                                                                          |

Quelle: passionhockey.com, Quelle: rodi-db.de, Fehlende Daten sind noch nicht bekannt, Aufsteiger in die Bayernliga (5. Liga) fett gedruckt – In Klammern: (Aufsteiger ab 2. Platz)
Aufsteiger in die erstklassige Oberliga Aufsteiger in die zweitklassige Oberliga Aufsteiger in die drittklassige Gruppen- bzw. Regionalliga Aufsteiger in die viertklassige Regionalliga/Bayernliga

## Weitere Landesligen

### Landesliga (Frauen) 2022/23
Die Landesliga Bayern der Frauen ist die zweithöchste Liga im Fraueneishockey unter der Fraueneishockey-Bundesliga. Sie wird gemeinsam vom BEV und dem Eissport-Verband Baden-Württemberg organisiert. Teilnehmer sind Mannschaften aus Bayern, Baden-Württemberg und Österreich. Über die Austragungsspiele der Landesligagruppen A, B und C qualifizieren sich je zwei Teams für die Finalrunde. Der Finalrundensieger ist Süddeutscher Meister und tritt in den Relegationsspielen gegen den Norddeutschen Meister um den Aufstieg in die Frauen-Bundesliga an. Das bestplatzierte bayerische Frauenteam der Finalrunde ist „Bayerischer Meister“ und das bestplatzierte Baden-Württembergische Team ist Baden-Württemberg-Meister.
Teilnehmer / Endplatzierungen
| Finalrunde | Landesliga A                                                                                         | Landesliga B                                                                               | Landesliga C                                                                                                  |
| --- | --- | ------------------------------------------------------------------------------------------ | --- |
|  1. EC Bad Tölz  2. EV Königsbrunn  3. EKU Mannheim 1b - 4. EHC Lustenau - 5. SC Bietigheim-Bissingen - 6. EHC Ulm/Neu-Ulm | - EC Bad Tölz - EV Königsbrunn - Dingolfinger EC - ESC River Rats Geretsried - VfR München-Angerlohe | - EKU Mannheim 1b - SC Bietigheim-Bissingen - ESV Kaufbeuren - ERC Sonthofen - ESC Kempten | - EHC Lustenau - EHC Ulm/Neu-Ulm - SG ESG Esslingen / ESV Hügelsheim 09 - EV Ravensburg - Schwenninger ERC 04 |

 Süddeutscher Meister, Aufstiegsrelegation,  Bayerischer Meister,  Baden-Württemberg Meister, Endstand 17. März 2023

- Finalrundenteilnehmer (fett gedruckt)

Nachwuchs: In allen Nachwuchsklassen gibt es Landesligen in mehreren Gruppen, die jeweils die zweithöchste Liga in Bayern unter der Bayernliga bilden.

## Modus (historisch)
| 1948 bis 2019         | |
| --------------------- | --- |
| 2018/19               | Die Vorrunde 2018/19 wurde in zwei Gruppen als Einfachrunde ausgespielt. Anschließend wurden die besten fünf Teams jeder Gruppe mit den Mannschaften von Platz 9 bis 14 der Bayernliga verzahnt und nahmen an einer Qualifikationsrunde (Gruppe B u. C) zur BYL teil. Die Plätze 1 bis 3 einer jeden Gruppe waren für die Bayernligasaison 2019/20 qualifiziert. Die bestplatzierten Landesligisten der beiden Gruppen ermittelten im Modus „Best-of-Three“ den Bayerischen Landesligameister. Die Mannschaften ab Platz 6 jeder Vorrundengruppe nahmen an der Abstiegsrunde in zwei Gruppen teil, bei der die beiden Gruppenletzten der Gruppen 1 (N/O) und 2 (S/W) im Play-down-Modus Best-of-Three den Absteiger in die Bezirksliga ausspielten. |
| 2017/18               | Die Vorrunde 2017/18 wurde in zwei Gruppen als Einfachrunde ausgespielt. Gruppe 1 (Nord/Ost) mit 12 Mannschaften und Gruppe 2 (Süd/West) mit 11 Mannschaften. Anschließend wurden die besten fünf Teams jeder Gruppe mit den Mannschaften von Platz 9 bis 14 der Bayernliga verzahnt und nahmen an einer Qualifikationsrunde zur BYL teil. Die Mannschaften ab Platz 6 jeder Vorrundengruppe nahmen an der Abstiegsrunde teil. Nach der Abstiegsrunde, die ebenfalls in 2 Gruppen als Einfachrunde ausgespielt wurde, war die jeweils letztplatzierte Mannschaft einer Gruppe der sportliche Direktabsteiger in die Bezirksliga. Quelle: bev-eissport.de |
| 2016/17               | In der Saison 2016/17 wurde die Landesliga in drei Vorrundengruppen – im Gegensatz zur Saison 2015/16 aufgrund verschiedener Umstände dieses Mal mit jeweils acht Mannschaften – als Einfachrunde ausgespielt. Nach der Vorrunde qualifizierten sich die ersten vier Mannschaften aller Gruppen für die Zwischenrunde, während die Mannschaften auf Platz 5 bis 8 aller Gruppen an der Abstiegsrunde teilnahmen. In der Zwischenrunde, die in zwei Gruppen zu je 6 Mannschaften als Einfachrunde ausgespielt wurde, werden in einer Einfachrunde die 8 Teilnehmer an den Playoffs ermittelt. In den Playoffs wurde im Modus „Best of Three“ der Meister der Landesliga und zugleich Direktaufsteiger in die Bayernliga ermittelt. Der Vizemeister qualifiziert sich für die Relegation gegen den in der Bayernliga-Abstiegsrunde ermittelten Teilnehmer. Nach der Abstiegsrunde, die wie die Zwischenrunde in zwei Gruppen zu je 6 Mannschaften als Einfachrunde ausgespielt wurde, waren die Mannschaften auf den ersten beiden Plätzen für die Landesliga 2017/18 sportlich qualifiziert, während die Mannschaften von Platz 3 bis 6 an den Play-downs teilnahmen. In den Playdowns, die nach dem Modus „Best of Three“ ausgespielt wurden, wurden in zwei Runden die beiden sportlichen Absteiger in die Bezirksliga ermittelt. Für die Verlängerung durften nur noch die Anzahl der Spieler gemäß der gültigen IIHF-Regel eingesetzt werden. Im Gegensatz zu den Playoffs, die nach dem 3-Mann-Schiedsrichter-System geleitet werden, werden die Playdowns nach dem 2-Mann-Schiedsrichter-System geleitet. |
| 2015/16               | In dieser Saison 2015/16 wurde die Landesliga in der Vorrunde erstmals in drei Gruppen zu 9 bzw. 10 Mannschaften als Einfachrunde ausgespielt. Nach der Vorrunde qualifizierten sich die ersten vier Mannschaften aller Gruppen für die Zwischenrunde, die in 2 Gruppen zu je 6 Mannschaften ausgespielt wurde, während sich die Mannschaften auf den anderen Plätzen in einer weiteren – gemeinsamen – Endrunde die sportlichen Absteiger in die Bezirksliga ausspielten. In der Zwischenrunde, die als Einfachrunde ausgespielt wurde, wurden die acht Teilnehmer an den Playoffs ermittelt, in welchen nach dem Modus „Best of Three“ der Meister der Landesliga und Direktaufsteiger in die Bayernliga und der Vizemeister und Teilnehmer an der Relegation zur Bayernliga ermittelt wurde. Ab den Playoffspielen wurden im Gegensatz zur Saison 2014/15 die Spiele durch das 3-Mann-Schiedsrichter-System geleitet. |
| 2014/15               | In dieser Saison wurde die Liga letztmals in zwei Vorrundengruppen ausgespielt. Am Modus der Ermittlung der Teilnehmer wie auch an der Aufstiegsplayoffs erfolgte im Gegensatz zur Saison 2013/14 die Änderung, dass der Verlierer des Finales der Aufstiegsplayoffs die Chance zur Qualifikation für die Bayernliga durch Einführung von Regelationsplayoffs gegen den Verlierer der Abstiegsplayoffs der Bayernliga bekam. |
| 2013/14               | Ab dieser Saison wurde die Ermittlung der Teilnehmer an den Aufstiegsplayoffs zur Bayernliga nach den beiden Vorrundengruppen davon abhängig gemacht, ob die Mannschaft nicht bereits auf den Aufstieg verzichtet hatte. Der Finalsieger der Aufstiegsplayoffs stieg direkt in die Bayernliga auf. Die beiden Letztplatzierten der beiden Gruppen stiegen sportlich ab, falls sich nicht genügend Mannschaften zum Erreichen der Sollstärke in der darauffolgenden Saison finden. Ab dieser Saison erfolgte die Umstellung von der Zwei-Punkte-Regel auf die Regelung, dass - der Sieger nach der Regulären Spielzeit 3 Punkte und - nach der regulären Spielzeit der im Penaltyschießen ermittelte Sieger 2 Punkte und der Verlierer einen Punkt bekommt. |
| 2012/13               | In dieser Saison wurden zuletzt zwei Direktaufsteiger in die Bayernliga ausgespielt. Zusätzlich zum Finale um die Landesligameisterschaft wurde, wurde noch das „kleine“ Finale um Platz 3 ausgespielt. |
| 2011/12               | Im Gegensatz zur Saison 2012/13 musste der Aufstiegsverzicht schon bis 31. Dezember 2011 erklärt werden. Ab dieser Saison erfolgte eine Trennung der Teilnehmer an den Aufstiegsspielen zur Bayernliga und den Spielen zur Landesligameisterschaft im Falle eines Aufstiegsverzicht einer Mannschaft. |
| 2010/11               | In der Hauptrunde in beiden Gruppen, die jeweils eine Einfachrunde ausspielen, qualifizieren sich die jeweils Ersten und Zweiten jeder Gruppe für die Play-offs. Das Halbfinale wird über Kreuz (Erster Süd/West gegen Zweiter Nord/Ost und umgekehrt) in Hin- und Rückspiel ausgespielt. Die Sieger des Halbfinales spielen in Hin- und Rückspiel den Bayerischen Landesliga-Meister aus und steigen beide – falls sie keinen Aufstiegsverzicht erklärt haben – direkt in die Bayernliga auf. Die beiden Halbfinalverlierer spielen in Hin- und Rückspiel den Dritten und Vierten der Meisterschaft aus, welche eventuell zum Nachrücken in die Bayernliga berechtigt sind. Am Ende der Saison steigen pro Gruppe zwei Clubs in die Bezirksliga ab. Dabei kann der gleitende Abstieg in Betracht kommen. |
| 2008/09 mit 2009/10   | Nach der Hauptrunde in den vier Gruppen (Nord, Ost, Süd und West) qualifizieren sich - die ersten vier Mannschaften jeder Gruppe für die Qualifikationsrunde, die wiederum in zwei bayernweiten Gruppen ausgespielt wird. Die Verteilung auf die beiden Gruppen erfolgt nach einem vor der Saison ausgelosten Schlüssel. Die beiden Gruppensieger steigen – falls sie keinen Aufstiegsverzicht erklärt haben – in die Bayernliga auf und spielen den Landesligameister aus, die Gruppenzweiten spielen einen möglichen Nachrücker aus. - die weiteren Mannschaften der Gruppe für die Abstiegsrunde, die in zwei Gruppen (Nord/Ost und Süd/West) ausgespielt wurde und die Punkte und Tore aus den direkten Vergleich der Vorrunde mitgenommen wurde. Aus dieser stiegen die letztplatzierten Mannschaften der jeweiligen Vorrunden ab, bis die Sollstärke acht Mannschaften erreicht wurde. |
| 2007/08               | Nach der Hauptrunde in den vier Gruppen qualifizierten sich - die ersten beiden Mannschaften jeder Gruppe für die Meisterschaftsrunde. Der Meister wie der Zweitplatzierte der Runde stiegen direkt in die Bayernliga auf. - die restlichen Mannschaften jeder Gruppe für die nicht verzahnten Abstiegsrunde, aus der der letzte sportlich in die Bezirksliga abstieg. |
| 2003/04 mit 2006/07   | Nach der Hauptrunde in den vier Gruppen qualifizierten sich - die ersten vier Mannschaften jeder Gruppe für die Qualifikationsrunde, die in vier Gruppen zu je vier Mannschaften ausgespielt wurde. Die Verteilung der Mannschaften erfolgte aufgrund ihrer Platzierung nach der Vorrunde nach einem vor der Saison festgelegten Schlüssel. Die Sieger der Qualifikationsgruppen spielten im Playoff-Modus Platz 1 mit 4 der Landesligameisterschaft aus, wobei die beiden Finalisten in die Bayernliga direkt aufstiegen und beiden weiteren Mannschaften bei Bedarf nachrücken durften. - die letzten vier Mannschaften für die nicht verzahnte Abstiegsrunde, aus der der letzte sportlich in die Bezirksliga abstieg. |
| 2002/03               | die Bayernliga rückt zur Regionalliga auf, was die BLL wieder fünftklassig werden lässt. |
| 2000/2001 bis 2002/03 | Nach der Hauptrunde in den vier Gruppen (Nord, Ost, Süd, West) qualifizierten sich - die ersten vier Mannschaften jeder Gruppe für die Zwischenrunde, die in zwei Gruppen (Nord/Ost und Süd/West) gespielt wurde. - die ersten zwei Mannschaften der Zwischenrundengruppen für die bayerische Landesligenmeisterschaft, die im Playoff-Modus ausgespielt wurde. |
| 1999/2000             | Nach der Hauptrunde in den vier Gruppen (Nord, Ost, Süd, West) qualifizierten sich - die ersten beiden Mannschaften für die Aufstiegsrunde, aus der der erste und der zweite in die Bayernliga aufstieg und der drittplatzierte später nachrückte. |
| 1998/99               | mit Einführung der Bundesliga (2. Spielklasse) wird die BLL wieder sechstklassig |
| 1995/96 mit 1996/97   | Nach der Vor- und der Meisterschaftsrunde in den vier Gruppen (1 mit 4) qualifizierten sich - die Sieger der Gruppen für die Meisterschaftsrunde, aus der der erste und der zweite in die Bayernliga aufstieg. |
| 1994/95               | mit Einführung der DEL wird die BLL wieder fünftklassig |
| 1992/93 und 1993/94   | Nach der Vorrunde in 4 Gruppen - spielten die 4 Tabellenersten im Playoff-Modus den bayerischen Landesligameister aus. - konnten sich 10 bis 14 Mannschaften (nach Platzierung in der Vorrunde) für die Qualifikationsrunde zur Bayernliga bewerben, in der sie in sechs Qualifikationsgruppen mit je 4 bis 5 Mannschaften gegen die 3. bis letztplatzierten der Bayernliga spielten |
| 1991/92               | Einführung der Verzahnung mit der Bezirksliga Bayern, die die Kreisliga Bayern ersetzt. |
| 1989/90               | Die Hauptrunde wurde in drei statt vier Gruppen ausgespielt. |
| 1987/88 und 1988/89   | Die Hauptrunde wurde in fünf statt vier Gruppen ausgespielt. Nach der Vorrunde 1988/89 konnten die Drittplatzierten an einer Aufstiegsrunde zur Bayernliga teilnehmen. Der Sieger konnte ebenfalls in die Bayernliga aufsteigen. |
| 1987/88               | Unterhalb der Landesliga wird eine nichtverzahnte Kreisliga Bayern eingeführt. (In der Region West gab es bereits seit 1985/86 eine „Kreisliga Schwaben“) |
| 1983/84               | Nach der Hauptrunde in den vier Gruppen (Gruppe 1 (heute Nord), 2 (heute Ost), 3 (heute Süd), 4 (heute West)) spielten - die Gruppensieger die Meisterschaftsrunde aus; - die Gruppenzweiten die Qualifikationsrunde zur Bayernliga aus; |
| 1974/75               | mit Einführung der 2. Bundesliga wird die BLL sechstklassig. |
| 1973/74               | Besonderheit: der BLL-Meister steigt direkt in die Regionalliga auf |
| 1972/73 bis 1986/87   | Liga mit 4 Gruppen (Bezeichnung A,B,C,D; ab 1977 I,II,III,IV) 1974/75 Unterbau Kreisliga Bayern |
| 1971/72               | Liga mit mindestens 2 Gruppen |
| 1970/71               | Besonderheit: hier konnten der fünftklassige Landesligameister und der viertklassige Bayernligameister direkt in die Regionalliga 1971/72 aufsteigen. |
| 1969/70               | Liga mit 3 Gruppen Unterbau Kreisliga Bayern |
| 1968/69               | mit Einführung der Kunsteis-Bayernliga wurde die BLL fünftklassig mit 3 Gruppen Unterbau Kreisliga Bayern |
| 1966/67 bis 1967/68   | Liga mit mindestens 3 Gruppen Unterbau Kreisliga Bayern |
| 1965/66               | Liga mit mindestens 2 Gruppen Unterbau Kreisliga Bayern |
| 1964/65               | Liga Unterbau Kreisliga Bayern |
| 1963/64               | Liga mit 3 Gruppen |
| 1962/63               | eingleisige Liga |
| 1961/62               | mit Einführung der Gruppenliga wird die BLL vierthöchste Spielklasse Unterbau Kreisliga Bayern |
| 1958/59 bis 1960/61   | Liga dritthöchste Spielklasse Unterbau Kreisliga Bayern |
| 1955/56 bis 1957/58   | Liga von Gründung der Eishockey-Landesliga Bayern bis 1958 zweithöchste Spielklasse Unterbau Kreisklasse Bayern 1955/56 Unterbau Bezirksklasse Bayern |
| 1953/54               | Liga mit mindestens 2 Gruppen |
| 1950/51               | eingleisige Liga um Unterbau Kreisliga Südbayern und 2-Gruppige Kreisliga Nordbayern |
| 1949/50               | eingleisige Liga mit Unterbau Kreisliga Bayern mit 2 Gruppen Letztmals wurde der Bayerische Meister in einer Endrunde ausgespielt. Ab der Saison 1950/51 war der Landesliga-Meister auch Bayerischer Meister und für die Endrunde mit den Deutschen Landesliga-Meistern qualifiziert, bei der auch der oder die Aufsteiger in die Oberliga ermittelt wurden. |
| 1948/49               | zweitklassige, eingleisige Liga mit Unterbau Kreisliga Bayern |
| Spielklassenverlauf   | Zweitklassig von Gründung bis 1958 – Drittklassig von 1958/59 bis 1961 – Viertklassig von 1961/62 bis 1968 – Fünftklassig 1968/69 bis 1974 – Sechstklassig 1974/75 bis 1994 – Fünftklassig 1994/95 bis 1998 – Sechstklassig von 1998/99 bis 2002 – Fünfte Spielklasse wieder seit 2002/03 |